# Anosia jobiensis
Anosia jobiensis är en fjärilsart som beskrevs av Grose-smith 1894. Anosia jobiensis ingår i släktet Anosia och familjen praktfjärilar. Inga underarter finns listade i Catalogue of Life.